# La Terreur des zombies
Pour plus de détails, voir Fiche technique et Distribution.
La Terreur des zombies (Zombi Holocaust) est un film d'épouvante italien réalisé par Marino Girolami sorti en 1979.
Ce film a été réalisé sur presque le même plateau de tournage que L'Enfer des zombies de Lucio Fulci.

## Synopsis
Une série de crimes abominables dans la ville de New York conduisent le docteur Peter Chandler et la belle docteur Laurie Ridgeway avec d'autres membres d'une expédition à l'île de Kito, le dieu cannibale, perdue dans l'archipel des Moluques et sont rapidement confrontés à des cannibales, puis à des zombies créés par le sinistre Docteur O'Brien.

## Fiche technique
- Titre original : Zombi Holocaust ou La regina dei cannibali
- Titre français : La Terreur des zombies ou Anthropophage Holocaust ou Carnages[1]
- Réalisation : Marino Girolami (sous le nom de « Frank Martin »)
- Scénario : Fabrizio De Angelis, Romano Scandariato (it)
- Photographie : Fausto Zuccoli
- Montage : Alberto Moriani (it)
- Musique : Nico Fidenco
- Effets spéciaux : Claudio Battistelli, Roberto Pace
- Décors : Walter Patriarca (it)
- Costumes : Silvana Scandariato
- Maquillage : Maurizio Trani (it), Rosario Prestopino (it)
- Sociétés de production : Flora Film, Fulvia Film, Gico Cinematografica
- Société de distribution : Variety Distribution, Aquarius Productions
- Pays de production :  Italie
- Langue originale : italien
- Format : Couleur - 1,85:1 - 16 mm - Son mono
- Genre : Film d'épouvante
- Dates de sortie : 
  - Italie : 28 mars 1980
  - France : 22 avril 1981
- Classification :
  - France : interdit en salles aux moins de 16 ans

## Distribution
- Ian McCulloch - Dr. Peter Chandler
- Alexandra Delli Colli (sous le nom d'« Alexandra Cole ») - Laurie Ridgeway
- Sherry Buchanan - Susan Kelly
- Peter O'Neal - George Harper
- Donald O'Brien - Dr. O'brien (Dr. Obrero en VO)
- Dakkar - Molotto
- Walter Patriarca (it) - Dr. Dreylock

## Commentaires
Entièrement fait et produit en Italie à la fin des années 1970, ce film a des douzaines de fins et titres alternatifs. Zombie Holocaust s'inscrit dans la tradition des films de zombies comme la trilogie de George Romero ou L'Enfer des zombies de Lucio Fulci).